# Payenne
Payenne (en wallon : Payin.ne ou Payin.me) est un hameau belge de la section de Custinne, situé dans la commune de Houyet, dans la province de Namur.

## Situation
Payenne est un hameau situé à la limite sud du Condroz (altitude de 180 à 210 m) entre Soinne, Custinne et Ver, comptant une dizaine d'habitations implantées le long de la route de Neufchâteau (route nationale 94) et, en contrebas, de la rue de Custinne. 

## Patrimoine
Ce hameau est formé de quelques bâtisses en pierre calcaire du XIXe siècle. 
Parmi celles-ci, au no 6 de la rue de Custinne, l'ancienne ferme en long construite au cours de la première moitié du XIXe siècle, en moellons de calcaire recouverts de lierre en façade, sous une toiture d'ardoises, comprend un corps de logis de deux niveaux (un seul étage) et de deux travées avec une annexe plus basse, une grange avec porte charretière en anse de panier à clé de voûte passante sur montants harpés et des étables sous fenil situées à proximité du petit pont en pierre franchissant le ruisseau d'Al Prée. 
Au sud du hameau, au confluent du ruisseau d'Al Prée et de l'Iwoigne, se trouve un ancien moulin à eau.

## Source et lien externe
Inventaire Régional du patrimoine